# Vilariño de Conso
Vilariño de Conso è un comune spagnolo di 799 abitanti situato nella comunità autonoma della Galizia.